# Cheung Sai-ho
Cheung Sai-ho (chinesisch 蔣世豪 / 蒋世豪, Pinyin Jiǎng Shìháo, Jyutping Zoeng2 Sai3hou4; * 27. August 1975; † 22. April 2011 in Tin Shui Wai) war ein Hongkonger Fußballspieler.

## Karriere
Beim Portsmouth Cup 1993 im Vereinigten Königreich erzielte Cheung als Spieler der Landes-Juniorenauswahl nach 2,8 Sekunden das schnellste Tor in der Geschichte des Fußballs. Sein letztes Länderspiel absolvierte er im Oktober 2007 beim WM-Qualifikationsspiel gegen Osttimor. Insgesamt absolvierte er zwischen 1995 und 2007 56 Länderspiele und erzielte dabei 8 Tore. Im Juli 2008 erklärte er seinen Rücktritt aus der Nationalmannschaft Hong Kongs.
Nach einem Streit mit seiner Ehefrau sprang Cheung am Morgen des 22. April 2011 aus der gemeinsamen Wohnung im 36. Stock des Heng Cheuk House, Tin Heng Estate in Tin Shui Wai, wobei er ums Leben kam. Er hinterließ zwei Kinder.